# Cartoonito
 Тази статия е за телевизионната мрежа.  За телевизионният канал вижте Картунито (ТВ канал).  
Cartoonito (произношение: Картунито) е кабелна телевизионна мрежа, създадена от Търнър Броудкастинг, която първоначално излъчва само анимационни предавания. Програмата стартира на 4 септември 2006 г. в Обединеното кралство като блок по Cartoon Network TOO. На 24 май 2007 г. започва излъчване като самостоятелен канал. В България се излъчва от 2010 до 2014 като блок по Бумеранг на английски. През август 2022 г. се завръща, вече ребрандиран и на български език. На 18 март 2023 г. Картунито вече се излъчва като телевизионен канал на мястото на Бумеранг. 

## Предавания
Текущи
- Малките шантави рисунки (Baby Looney Tunes) (2002 – 2005) (2022-)
- Шап-Шап и шапчовците (Mush-Mush and the Mushables) (2020–) (2022-)
- Томас и приятели - с пълна пара напред! (Thomas & Friends: All Engines Go) (2021–) (2022-)
- Паячето Лукас (Lucas the Spider) (2021–) (2022-)
- КоКомелон (2021-) (2022-)
- Кърт (2021-) (2022-)
- Батуийлс (2022) (2022-)
- Бъгс Бъни строители (2022-) (2023-)